# Кабинет общественного доверия
«Кабинет общественного доверия» — формула реализации власти, которая была приведена в постановлении IV Государственной Думы от 20 июля 1915 года и утверждена большинством голосов в противовес более радикальной формуле «ответственного министерства».
20 июля 1915 года фракция Прогрессивного блока выдвинула формулу, которая заключалась в том, что «объединение всех сил и всей воли народной» для ускорения победы в войне возможно лишь при немедленном формировании правительства ответственного перед Государственной думой, «составленного из лиц, пользующихся доверием страны». В ответ лидер партии кадетов П. Н. Милюков выступил с заявлением о том, что партия кадетов «во всех четырёх Думах выступала за необходимость создания ответственного министерства». Однако, в данный момент «перед грозной опасностью» считает невозможным создание последнего и, что для «единения» Думы сегодня необходимо поддержать более умеренную формулу «правительства (кабинета) общественного доверия». Формула была выдвинута фракциями правых, центра и земцев-октябристов.
Предполагалось, что «Кабинет общественного доверия» будет назначаться императором из лиц, которым доверяло большинство Думы и Государственного совета. Министры кабинета должны были отвечать за свои действия исключительно перед государем .